# Kadipiro (Jumapolo)
Kadipiro is een bestuurslaag in het regentschap Karanganyar van de provincie Midden-Java, Indonesië. Kadipiro telt 2826 inwoners (volkstelling 2010).